# Серавале ди Карда
Серавале ди Карда (итал. Serravalle di Carda) јесте насеље у Италији у округу Пезаро и Урбино, региону Марке.
Према процени из 2011. у насељу је живело 326 становника. Насеље се налази на надморској висини од 781 м.